# I Think We’re Alone Now
I Think We’re Alone Now ist ein Lied von Tommy James & the Shondells aus dem Jahr 1967, das von Ritchie Cordell geschrieben und produziert wurde. Es war der zweite Top-10-Hit der Gruppe in den USA nach Hanky Panky.

## Originalversion von Tommy James & the Shondells
Es erschien auf dem gleichnamigen Album. Das Album erreichte Platz 74 der US-Album-Charts.
Das Lied war neben Mony Mony und der B-Seite Run, Run, Baby, Run eines der Lieder, die Ritchie Cordell für Tommy James & the Shondells geschrieben hat. Die Veröffentlichung fand am 5. Januar 1967 statt. Bereits am 11. Februar 1967 konnte sich die Aufnahme erstmals in den US-Singlecharts platzieren, erreichte Platz 4 und blieb 17 Wochen in den Charts. In Kanada erreichte die Single Platz 6. Der Kritiker Lester Bangs bewertete das Lied als eine „Bubblegumapotheose“.
Im Film Muttertag konnte man das Original hören.

## Coverversion von Tiffany
1987 nahm Tiffany den Klassiker neu auf. Das Musikvideo wurde in der Ogden City Mall gedreht, die von 1980 bis 2002 bestand. Als ihr Manager George Tobin, der bereits mit Tommy James & the Shondells in den 1970er-Jahren zusammengearbeitet hatte, ihr das Original auf Kassette übergab, mochte sie anfangs die Idee nicht, den Song zu covern, da dieser ihren Ansprüchen nicht gerecht würde. Später entschied sie sich doch zur Neuaufnahme des Titels, rechnete aber nicht mit dem kommerziellen Durchbruch.
Am 29. August 1987 platzierte sich der Titel erstmals in den US-Singlecharts, erreichte am 7. November 1987 den Spitzenplatz und konnte diesen zwei Wochen lang behaupten. Darüber hinaus wurde in den Ländern Großbritannien, Kanada, Irland und Südafrika das Cover im Gegensatz zum Original ein Nummer-eins-Hit.
Das Musikvideo wurde in einem Einkaufszentrum gedreht, in dem Tiffany in der Handlung des Videos das Lied darbietet.

## Coverversion von Girls Aloud
Die britische Mädchenband Girls Aloud veröffentlichte 2006 I Think We’re Alone Now als zweite Auskopplung aus ihrem Greatest-Hits-Album The Sound of Girls Aloud. Die Single erreichte Platz 4 in den britischen Verkaufscharts und war die vierzehnte Top-10-Single in Folge für die Band.

## Andere Coverversionen
- 1977: The Rubinoos
- 1978: Madness
- 1978: Lene Lovich
- 1980: Jimmy Lewis and the Checkers
- 1988: Weird Al Yankovic (I Think I’m a Clone Now)
- 1989: Snuff
- 2002: Pascal ft. Karen Parry
- 2008: The Birthday Massacre
- 2008: Topmodelz
- 2013: The Killers
- 2020: Billie Joe Armstrong (anlässlich der COVID-19-Pandemie)[10]
- 2020: Mono & Nikitaman (Auf Deutsch als „Ich glaub wir sind jetzt alleine“)[11]